# Satinet
Satinet je plošná textilie definovaná jako
- bavlnářská, mercerovaná tkanina v plátnové vazbě, rýhovaná kalandrováním,[1] která se vyrábí z bavlny, ze směsi s bavlnou nebo jen z umělovlákenných přízí.[2]

Ve finální úpravě se používá jako jednobarevná nebo potištěná na dekorace, ložní prádlo aj.
V angličtině je výraz známý asi od začátku 18. století. Za důvod pojmenování se udává jemný lesk povrchu satinetu, kterým se podobá saténu. V literatuře se satinet snadno zaměňuje za satinette (směsová tkanina s osnovou z viskózového filamentu a s útkem z viskózové stříže, v atlasové vazbě), protože v angličtině jsou oba pojmy považovány za  synonymy.
- rašlová, příčně elastická pletenina s proužkovým, uceleným vzhledem. Vyrábí se kombinací různých vazeb s použitím elastických přízí.[6]